# گروتوباکاهراپور
گروتوباکاهراپور (به لاتین: Grýtubakkahreppur) یک منطقهٔ مسکونی در ایسلند است که در نوردورلاند ایسترا واقع شده‌است. گروتوباکاهراپور ۴۳۲ کیلومتر مربع مساحت و ۳۵۳ نفر جمعیت دارد.